# Aloha Stadium
L'Aloha Stadium è uno stadio scoperto situato a Honolulu, sull'isola di Oahu delle Hawaii. È il più grande stadio nello stato delle Hawaii. La sua superficie è in erba sintetica.
Attualmente è lo stadio di casa della squadra degli Hawaii Rainbow Warriors, la squadra di football americano dell'Università delle Hawaii. Dal 1980 al 2016 (con l'eccezione dell'edizione del 2010) è stato anche la sede del Pro Bowl della National Football League.

## Concerti
- I Police si esibirono nell'ultimo concerto statunitense del loro Synchronicity Tour il 25 febbraio 1984.
- Michael Jackson vi tenne due concerti il 3 e 4 gennaio 1997, durante il suo HIStory World Tour. Furono i suoi unici due concerti negli Stati Uniti nel corso degli anni Novanta. Fu il primo artista a registrare il tutto-esaurito all'Aloha Stadium.
- Whitney Houston concluse qui il suo Pacific Rim Tour con un concerto tutto-esaurito il 28 maggio 1997.
- The Rolling Stones vi si esibirono il 23 e 24 gennaio 1998 nel corso del loro Bridges To Babylon Tour.
- Mariah Carey concluse il Butterfly World Tour il 21 febbraio 1998 con un concerto da tutto esaurito.
- Céline Dion si esibì il 12 febbraio 1999 in occasione della sua tournée Let's Talk About Love Tour.
- Nel 1999 Janet Jackson fu il primo artista ad infrangere la capienza massima dello stadio durante il suo The Velvet Rope World Tour. Da 35 000 i posti dovettero essere espansi a 38 000 per il numero di biglietti venduti.
- Il 1 giugno del 2000 si esibirono la famosa  band Giapponese TUBE. Un concerto dell'All for You Tour di Janet Jackson all'Aloha Stadium, nel 2002, fu trasmesso dalla HBO.
- L'ultimo concerto del tour degli U2 Vertigo Tour il 9 dicembre 2006 fu all'Aloha Stadium.